# George Dent (cầu thủ bóng đá)
George Henry Dent (9 tháng 3 năm 1899 – 1 tháng 9 năm 1983) là một cầu thủ bóng đá người Anh thi đấu ở vị trí tiền đạo tầm xa.